# Jason Wade
Jason Michael Wade (ur. 5 lipca 1980 w Camarillo, Kalifornia) – amerykański muzyk, wokalista, gitarzysta, autor tekstów. Znany głównie jako lider, wokalista i gitarzysta zespołu Lifehouse. W swoim środowisku znany jako człowiek niezwykle religijny, co widać w komponowanych przez niego tekstach. Jego rodzice rozwiedli się, gdy Jason miał 12 lat, co wpłynęło również na jego psychikę. Jego ulubione gitary to te firmy Gibson. Jest żonaty z Braeden Wade od 2001 roku.

## Życiorys

### Wczesne lata
Swoje dzieciństwo spędził w Camarillo, w Kalifornii. Urodził się w chrześcijańskiej i głęboko wierzącej rodzinie. Jego rodzice byli misjonarzami. Dzieciństwo spędził podróżując po wielu krajach wraz z rodzicami – niewiele czasu spędzał w rodzinnej Kalifornii. Zwiedził m.in. Japonię, Tajlandię i Singapur. Później przeprowadził się do Hongkongu. 
Kilkunastoletni Jason wraz z rodzicami powrócił do USA, gdzie osiadł w mieście Portland, Oregon. Gdy w wieku 12 lat jego rodzice rozwiedli się, przeniósł się wraz z matką do Seattle. Większość czasu spędzał jednak samotnie zamknięty we własnym pokoju, pomimo tego, że matka Jasona miała talent muzyczny, o czym wokalista Lifehouse wspominał w wielu wywiadach. To od niej przejął muzycznego bakcyla i w wieku 14 lat sięgnął po gitarę z braku innych ciekawych zajęć. Jason poznał kilku wtajemniczonych ludzi, a następnie zaczął grać w niektórych mniejszych klubach własne wykonania znanych piosenek.

### Lifehouse
Szczytem marzeń Jasona był fakt zostania muzycznym idolem. Po latach mówi „Przyjemność sprawia mi pisanie piosenek po to, by połączyć się z ludźmi”. 
W wieku 15 lat przeprowadził się do Los Angeles, gdzie poznał Sergio Andrade i zaczął pisać swoje pierwsze piosenki. Nauczył się grać na gitarze basowej. Niebawem duet podpisał kontrakt z Dreamworks i nagrał swój pierwszy longplay – No Name Face. „To wszystko niemożliwe”, mówił Jason po wielkim sukcesie komercyjnym albumu, a przede wszystkim singla – „Hanging by a Moment”. 
Kolejny album wydano dwa lata później. Powtórzył on sukces albumu debiutanckiego. Album „Lifehouse” również potwierdził sławę grupy. Singiel „You And Me” rozszedł się w 100 tys. egzemplarzy.

## Dyskografia

### Z zespołemLifehouse
- No Name Face (2000)
- Stanley Climbfall (2002)
- Lifehouse (2005)
- Who We Are (2007)
- Smoke and Mirrors (2010)